# Baron

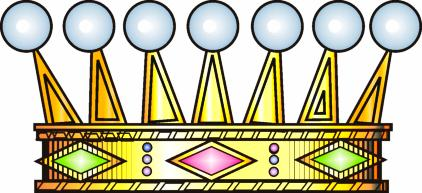
Hodnostní korunka náležící titulu svobodný pán

Hodnostní korunka náležící titulu svobodný pán, používaná do 19. století

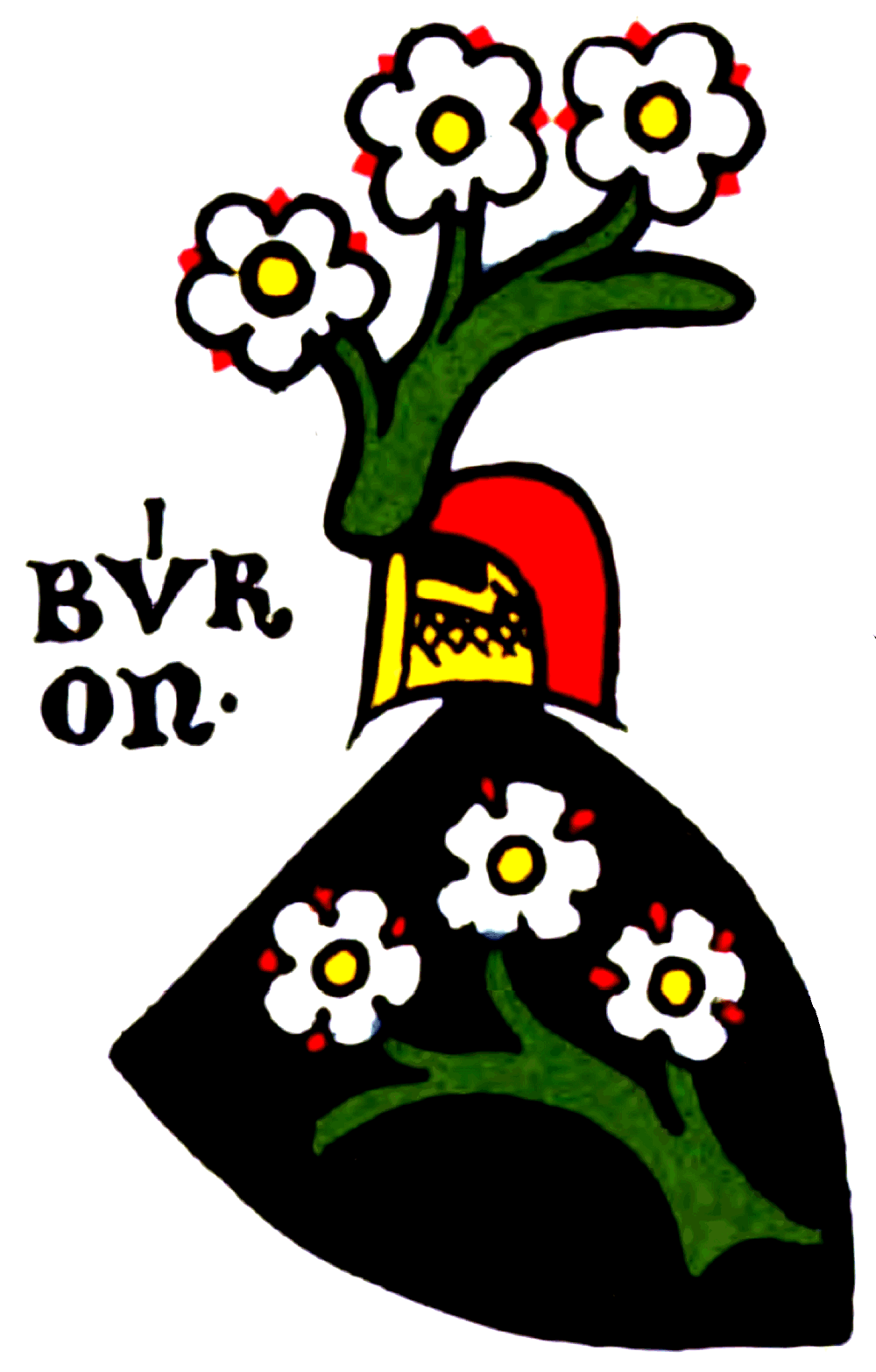
Erb švýcarských baronů (Aarburgové)

Baron je šlechtický titul pocházející z franského základu baro (svobodný muž či válečník). Manželka barona se v češtině nazývá baronka, dcera pak baronesa.
Ve Francii to byl původně příslušník královské družiny. Od 15. století titul příslušníka vysoké šlechty nacházející se mezi rytířem (chevalier) a vikomtem.
V Německu získaly prakticky všechny rodiny říšských rytířů v 19. století právo na baronský stav (Freiherr), titulu „baron“ bylo oficiálně užíváno pouze u německých rodin z Pobaltí a Ruska.
Ve Velké Británii je titul baron nejnižší stupeň peera, tj. šlechtice způsobilého zasednout ve Sněmovně lordů. Vzhledem k tomu není prakticky užíván a anglický baron je zván lordem. Pokud je někdo jmenován doživotním peerem, je v ranku barona. Ve Skotsku je nutno rozlišovat mezi baronem – lordem a „feudálním baronem“, což je šlechtický titul, který se získával koupí baronie.
V českých zemích se tohoto titulu užívalo pouze hovorově pro příslušníky panského stavu, resp. pro nové povýšence do rakouského nebo německého stavu svobodných pánů (německy Freiherr).
Jako „baron“ se též překládá japonský titul danšaku (男爵), zavedený roku 1884 v rámci systému kazoku (華族) podle britského vzoru, ale pojmenovaný podle staročínské nobility.